# Корни (группа)
Корни — российская поп-рок группа, победившая в первом сезоне талант-шоу «Фабрика звёзд». Продюсер и основной автор песен — Игорь Матвиенко.

## История
Группа Корни была создана во время проекта «Фабрика звёзд» и стала её победителем в конце 2002 года.
В 2003 году группа представляла Россию на международном музыкальном конкурсе «Евробест» в Каннах, где заняла 6 место с песней группы Queen «We Will Rock You». В декабре этого же года группа выпустила дебютный альбом «На века», на три песни которого («Я теряю корни», «Плакала берёза» и «Ты узнаешь её») были сняты видеоклипы, активно ротировавшиеся на музыкальных телеканалах.
8 июля 2004 года «Корни» отправились в первый гастрольный тур по городам России, в ходе которого в ротации российских радиостанций была их песня «С днём рождения, Вика!».
В канун 2005 года группа выпустила клип на песню «С новым годом, люди!». В то же время группа работала над вторым альбомом «Дневники», презентация которого состоялась в мае 2005 года в обычной московской школе № 547. Тогда же группа выпустила видеоклип на песню «25 этаж». Осенью 2005 года состоялось переиздание альбома «Дневники», на котором был добавлен бонус-трек «Снова в школу».
В апреле 2006 года группа выпустила сингл «Хочешь, я тебе спою», видеоклип на который, вышедший в мае того же года, снял ведущий украинский клипмейкер Виктор Придувалов, решивший сюжетно связать ролики группы Корни и Виктории Дайнеко.
В августе 2006 года группа выпустила клип на песню «Наперегонки с ветром», ставшую саундтреком к телесериалу «Кадетство» на СТС.
В начале 2007 года группа выпустила песню «Закрыть глаза» («К тебе»), вошедшую в саундтрек к фильму «В ожидании чуда». В конце лета был снят клип на песню «Ей везёт», режиссёром которого снова стал Виктор Придувалов.
Песня «Ты узнаешь её» была переделана для исполнения в сериале «Счастливы вместе» на ТНТ. Переделанный текст был посвящён героям сериала, а в тексте отмечались их характерные черты.
В 2008 году группа гастролировала в США.
В июне 2009 года группа записывала и сняла клип на песню «Лепесток», а в конце презентовала саундтрек «Наша Маша» к фильму «Наша Маша и волшебный орех».
В апреле 2010 года группа записала сингл «Не может быть» с новым солистом группы. В июне 2010 года группа стала трио: Александр Бердников, Алексей Кабанов и Дмитрий Пакуличев в связи с уходом Павла Артемьева и Александра Асташёнка по собственному желанию.
В конце 2010 года группа выпустила песню «Это не спам», а в марте 2011 года приняла участие в проекте «Фабрика звёзд. Возвращение», в котором соревновались выпускники «Фабрики звёзд» разных лет. Группа «Корни» вошла в команду продюсера Игоря Матвиенко.
Группа Корни получила четыре премии «Золотой граммофон»:
- 2004 — «С днём рождения, Вика!»;
- 2005 — «25-й этаж»;
- 2006 — «Об этом я буду кричать всю ночь»;
- 2012 — «Просто любовь» (совместно с Любэ, In2nation).

## Состав
Текущий состав
- Александр Бердников — вокал, танцы, гитара, тексты, клавишные, мелодика, (2002—н. в.)
- Алексей Кабанов — вокал, бэк-вокал, бубен, гитара (2002—н. в.)
- Дмитрий Пакуличев — вокал, музыка (2010—н. в.)

Бывшие участники
- Александр Асташёнок — вокал, гитара, клавишные, мелодика (2002—2010, 2020)
- Павел Артемьев — вокал, бас-гитара (2002—2010, 2020)

## Критика
Ещё через пять лет, после ухода Александра Асташёнка и Павла Артемьева, проект окончательно захирел. Фактически живые и действующие, «Корни» на данный момент не представляют никакого интереса даже для корпоративных заказчиков — старшие коллеги из «Иванушек» смотрятся на их фоне бодрыми альпинистами.

## Дискография

### Альбомы
- 2003 — На века
- 2005 — Дневники

### Синглы
- 2002 — «Я теряю корни»
- 2002 — «5000 тонн света»
- 2003 — «Плакала берёза»
- 2003 — «Ты узнаешь её»
- 2003 — «Догоняй»
- 2003 — «Только я и ты»
- 2003 — «Изо льда»
- 2003 — «Навека»
- 2003 — «Девчонки, рокеры и один DJ»
- 2003 — «Куда глаза глядят»
- 2004 — «Закрыть глаза» («К тебе»)
- 2004 — «С днём рождения, Вика!»
- 2004 — «Это ты объявила войну»
- 2004 — «С Новым Годом, люди!»
- 2005 — «25 этаж»
- 2005 — «Снова в школу»
- 2005 — «Хочешь я тебе спою?»
- 2006 — «Наперегонки с ветром» (т/с «Кадетство»)
- 2007 — «Ей везёт»
- 2007 — «Стой»
- 2008 — «Про тебя»
- 2008 — «Глаза в глаза» feat. Виктория Дайнеко
- 2009 — «Лепесток»
- 2009 — «Наша Маша»
- 2009 — «Снегурочка»
- 2010 — «Не может быть»
- 2010 — «Это не спам»
- 2011 — «Многоточие» feat. Виктория Дайнеко
- 2012 — «Просто любовь» feat. Любэ & In2nation
- 2013 — «А это не дождь»
- 2022 — «Она его просит»
- 2022 — «Судьбы ирония»
- 2023 — «Целую в носик»
- 2024 — «Во дворе»

## Видеография
| Год  | Клип                                         | Режиссёр          | Состав                                                            | Альбом                 |
| ---- | -------------------------------------------- | ----------------- | ----------------------------------------------------------------- | ---------------------- |
| 2003 | «Я теряю корни»                              | Андрей Болтенко   | А. Асташёнок, П. Артемьев, А. Кабанов, А. Бердников               | «На века»              |
| 2003 | «Плакала берёза»                             | Дмитрий Захаров   | А. Асташёнок, П. Артемьев, А. Кабанов, А. Бердников               | «На века»              |
| 2003 | «Ты узнаешь её»                              | Олег Гусев        | А. Асташёнок, П. Артемьев, А. Кабанов, А. Бердников               | «На века»              |
| 2004 | «С днём рождения, Вика!»                     | Роман Прыгунов    | А. Асташёнок, П. Артемьев, А. Кабанов, А. Бердников               | «На века»              |
| 2004 | «С Новым годом, люди!»                       | Дмитрий Захаров   | А. Асташёнок, П. Артемьев, А. Кабанов, А. Бердников               | ТВА                    |
| 2005 | «25-й этаж»                                  | Глеб Орлов        | А. Асташёнок, П. Артемьев, А. Кабанов, А. Бердников               | «Дневники»             |
| 2005 | «Снова в школу»                              | Дмитрий Захаров   | А. Асташёнок, П. Артемьев, А. Кабанов, А. Бердников               | «Дневники»             |
| 2005 | «Хочешь, я тебе спою»                        | Виктор Придувалов | А. Асташёнок, П. Артемьев, А. Кабанов, А. Бердников               | ТВА                    |
| 2006 | «Наперегонки с ветром»                       | Павел Игнатов     | А. Асташёнок, П. Артемьев, А. Кабанов, А. Бердников               | OST «Кадетство»        |
| 2007 | «Ей везёт»                                   | Виктор Придувалов | А. Асташёнок, П. Артемьев, А. Кабанов, А. Бердников               | ТВА                    |
| 2008 | «Глаза в глаза» (feat. Виктория Дайнеко)     | Евгений Бедарев   | А. Асташёнок, П. Артемьев, А. Кабанов, А. Бердников               | ТВА                    |
| 2009 | «Лепесток»                                   | Михаил Сегал      | А. Асташёнок, П. Артемьев, А. Кабанов, А. Бердников               | ТВА                    |
| 2010 | «Не может быть»                              | Леонид Залесский  | А. Асташёнок, П. Артемьев, А. Кабанов, А. Бердников, Д. Пакуличев | ТВА                    |
| 2012 | «Просто любовь» (feat. Любэ & In2nation)     | Дмитрий Киселёв   | А. Кабанов, А. Бердников, Д. Пакуличев                            | OST «Август. Восьмого» |
| 2018 | «Ты Узнаешь Её (Его)» (feat.Мишель Петрович) | Алексей Ишутин    | А. Кабанов, А. Бердников, Д. Пакуличев                            |                        |